# アギラール (小惑星)
アギラール (1800 Aguilar) は、小惑星帯に位置する小惑星である。アルゼンチンの天文学者ミゲル・イティゾーンが、ラプラタのラプラタ天文台で発見した。
ラプラタ天文台の台長だったフェリックス・アギラール（Felix Aguilar, 1884 - 1943年）に因んで名付けられた。